# Trinité-et-Tobago aux Jeux olympiques d'hiver de 1994
Trinité-et-Tobago participe à ses premiers Jeux olympiques d'hiver en 1994. Les deux seuls athlètes qui composent la délégation trinidadienne participent à l'épreuve du bob à deux. Aucune médaille n'est remportée.

## Athlètes engagés

### Bobsleigh
Les deux seuls athlètes trindadiens s'alignent dans la même épreuve qui consiste au bob à deux.

#### Hommes
| Bob   | Noms                     | Discipline | Course 1 | Course 1 | Course 2 | Course 2 | Course 3 | Course 3 | Course 4 | Course 4 | Total   | Total |
| Bob   | Noms                     | Discipline | Temps    | Rang     | Temps    | Rang     | Temps    | Rang     | Temps    | Rang     | Temps   | Rang  |
| ----- | ------------------------ | ---------- | -------- | -------- | -------- | -------- | -------- | -------- | -------- | -------- | ------- | ----- |
| TRI-1 | Gregory Sun Curtis Harry | Bob à deux | 55.09    | 38       | 54.88    | 37       | 55.14    | 37       | 55.13    | 37       | 3:40.24 | 37    |